# وعش (ملك)
| T21 · N37 |

| T21 · N37 |

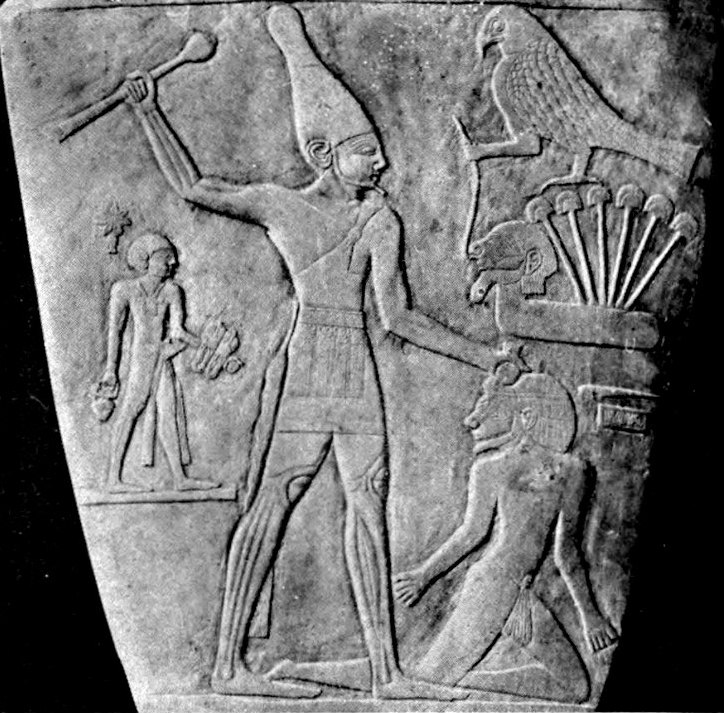
الملك نارمر يهزم واش، لوحة نارمر.

وعش كان على الأرجح ملكًا من عصر ما قبل الأسرات في مصر القديمة، قبل حوالي 5000 عام. يُعرف وعش فقط من خلال ظهوره كأسير للملك نعرمر على لوحة نعرمر الشهيرة، ولذلك وجوده التاريخي محل خلاف.

## الخلفية
الوجود التاريخي لوعش غير مؤكد. تم اكتشاف القطعة الحجرية التي يظهر عليها من قبل علماء الآثار البريطانيين جيمس إي. كويبيل وفريدريك دبليو. جرين خلال موسم الحفر لعام 1897-1898 في معبد حورس في نخن. تُظهر اللوحة من الجهة الخلفية أسيرًا راكعًا [ذا مظهر غير مصري تقليدي] على وشك أن يُضرب من قبل شخصية نعرمر الأكبر حجمًا. بجانب نعرمر يوجد اسمه الحوري منحوتا ويتكون من سمكة قرموط (تنطق بالمصرية نعر) وأداة نحت (تنطق مر). كما يظهر بجانب الأسير رمزان هيروغليفيان، رمح (ينطق وع) وبحيرة (تنطق كحرف ش)، ويُعتقد أن هذا الرمز إما يمثل إقليم الرمح أو اسم الأسير الشخصي، والذي يمكن قراءته كـ "وعش" أو "وعشي".
إذا كان وعش شخصية تاريخية، فقد يكون آخر حكام مصر السفلى الذين حكموا من بوتو. شهرة نعرمر تستند إلى كونه الملك الذي هزم آخر ملوك مصر السفلى. ومع ذلك، قد لا تسجل اللوحة هذا الحدث، بل تعبر عن تفوق نعرمر وحقه في الحكم، مع استخدام شخصية وعش كرمز.
اقترح عالم الآثار إدوين فان دن برينك أن شخصية وعش قد تكون في الواقع تمثل حاكمًا آخر من مصر السفلى يُدعى حج حور، حيث استند في هذا إلى تشابه شعار سيرخ (الاسم الحوري) لج حور والنقش الموجود فوق وعش على لوحة نعرمر.